# Пантильяте
Пантильяте (итал. Pantigliate) — коммуна в Италии, в провинции Милан области Ломбардия.
Население составляет 5541 человек (на 2004 г.), плотность населения составляет 1007 чел./км². Занимает площадь 5 км². Почтовый индекс — 20090. Телефонный код — 02.
Покровительницей города почитается святая Маргарита, празднование в первое воскресение сентября.